# Peter Kube

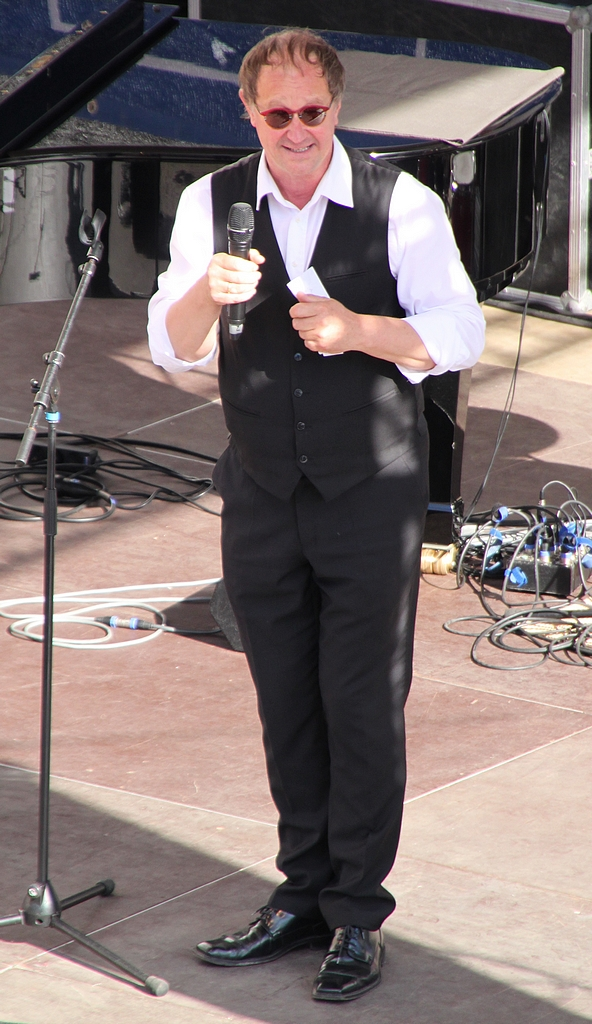
Peter Kube beim Benefizkonzert für die Opfer der Elbeflut 2013 in Pirna

Peter Harald Kube (* 16. Dezember 1956 in Ost-Berlin) ist ein deutscher Kabarettist, Schauspieler und Regisseur vorwiegend am Theater.

## Leben und Wirken
Peter Kube legte das Abitur in Halle ab. Er studierte an der Theaterhochschule in Leipzig Theaterwissenschaft und Schauspiel. Noch während des Studiums gründete Kube 1982 mit den damaligen Kommilitonen Jürgen Haase und Tom Pauls das Zwinger-Trio, das über die DDR hinaus Bekanntheit erreichte. Nach seinem Studium verpflichtete ihn 1983 das Staatsschauspiel Dresden. Dort spielte er unter anderem in Woyzeck, Warten auf Godot, Mein Kampf und König Lear. Seit 1996 ist Kube freischaffender Schauspieler und Regisseur. Seine Hauptwirkungsstätte ist der Raum Dresden, wo er unter anderem in der Comödie Dresden und im Theaterkahn Dresden auftritt und Regie führt. 2013 bis 2023 war Kube Oberspielleiter Schauspiel an den Landesbühnen Sachsen in Radebeul.

## Bühnenstücke
| Solo - 1991 Tanz auf dem Birnbaum - 1994 Die Sternstunde des Josef Bieder - 2000 Die Leiche im Keller - 2005 War das jetzt schon Sex? - 2010 Die Welt ist nicht immer Freitag - 2012 Der Messias - 2017 Der Kontrabaß - 2019 Das Faultier im Dauerstress - 2022 Gekonnte Missverständnisse (mit Jürgen Haase) - 2023 Zwei Genies am Rande des Wahnsinns (mit Jürgen Haase) mit dem Zwinger Trio - Mit dem Zwinger Trio rund um die Welt - Dem Alltag entflohen - Krieg im dritten Stock - Zwingerlotto - Jenseits der Hast - Der Glöckner von Notre Dame - Das Ende vom Anfang - Goldrausch - Dinner for One und Ilse Bähnerts 79. Geburtstag - Die Olsenbande dreht durch - Die schöne Helena - Ritter Blaubart - Die drei von der Tankstelle - Jawoll meine Herrn - Best of - Wenn Drei sich einig sind – Das Zwinger Trio wird 30 - Jahresrückblick mit dem Zwinger-Trio - Die Retter der Tafelrunde - Sächsisches Wort des Jahres 2015 - Ernte 34 - Komikerparade - 35. Geburtstag des Zwinger-Trio Dresden - Aufgetaucht - Der Raub der Sabinerinnen | als Regisseur - Die Schöne Helena - Ritter Blaubart - Die Fruchtfliege - Die unlustige Witwe - Das Fest des Wüstlings - Der letzte der feurigen Liebhaber - Loriots heile Welt - Du kannst nicht mein Ernst sein! - Rotkäppchen-Report oder Suche nach Märchenprinzen - Die verzauberten Brüder - Hilfe, mein Geld ist weg! - Die Ente bleibt draußen! - Die Olsenbande dreht durch - Arsen und Spitzenhäubchen - Der eingebildete Kranke - Die Mausefalle - Die Kameliendame - Der Revisor - Die Legende von Paul und Paula - Miles & More - Oscar - No Sex - Der Untergang des amerikanischen Imperiums - Spieltrieb - Der Glöckner von Notre Dame - Die Wahrheit - Adieu, Herr Minister - Der Raub der Sabinerinnen |

## Filmografie
- 1986: Je t’aime, chérie

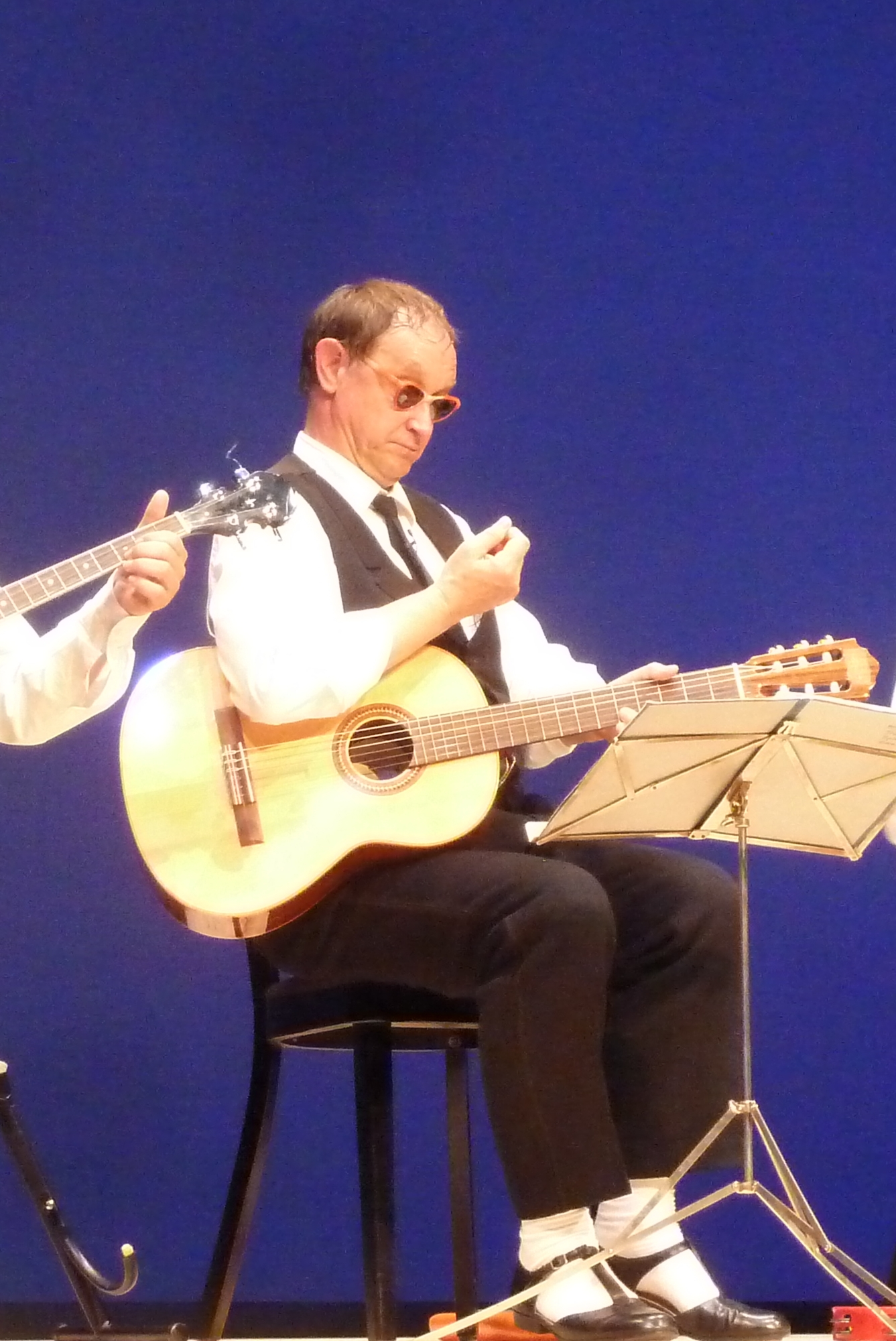
Peter Kube 2012

- 1987: … und ich dachte, du magst mich
- 1988: Der Eisenhans
- 1989: Die weiße Katze (Kurzfilm, Sprechrolle)
- 1989: Die Beteiligten
- 1989: Polizeiruf 110: Trio zu viert (TV)
- 1996: Tödliches Schweigen (TV)
- 2005: Die Politesse (TV-Serie) – Regisseur, Drehbuchautor
- 2006: Die Politesse – Der Film (TV) – Regisseur, Drehbuchautor

## CD und DVD
- The Flöha Concert (CD, 2002)
- Jawoll, meine Herrn – Schlager von Heinz Rühmann und Freunden mit dem Zwinger Trio und der Neuen Elbland Philharmonie (CD, 2005)
- Zwanzig Jahre Zwinger Trio (mit der Neuen Elbland Philharmonie) (DVD, 2006)
- Zwinger Trio – Dinner For One, Ilse Bähnerts 79. Geburtstag (DVD, 2006) (auch einzeln vertrieben)